# Giru Mons
Giru Mons (łac. Diocesis  Girumontensis) – stolica historycznej diecezji we Cesarstwie rzymskim w prowincji Mauretania Cezarensis, zlikwidowana w VII w. podczas ekspansji islamskiej, współcześnie w północnej Algierii. Obecnie katolickie biskupstwo tytularne. 

## Biskupi tytularni
| Lp. | Biskup                 | Funkcja                                  | Od                | Do                   |
| --- | ---------------------- | ---------------------------------------- | ----------------- | -------------------- |
| 1   | Donaldo Chávez Núñez   | biskup pomocniczy Managua (Nikaragua)    | 15 lutego 1966    | 1979                 |
| 2   | Antony Selvanayagam    | biskup pomocniczy Kuala Lumpur (Malezja) | 6 marca 1980      | 2 lipca 1983         |
| 3   | Stefan Moskwa          | biskup pomocniczy przemyski              | 30 listopada 1983 | 18 października 2004 |
| 4   | Giambattista Diquattro | nuncjusz apostolski                      | 2 kwietnia 2005   |                      |